# Harri Olli
Harri Juhani Olli, född 15 januari 1985 i Rovaniemi, är en finsk före detta backhoppare. Hans hemförening är Ounasvaaran Hiihtoseura (Ounasvaaran Skidföräning). 

## Karriär
Harri Olli debuterade internationellt i Kontinentalcupen säsongen 2001/2002 med en trettioförsta plats i Lahtis 15 december 2001.
Hans bästa placering i världscupen är första platsen, en placering han fick i flygbacken i Oberstdorf i Tyskland den 15 februari 2009. 29 november 2002 deltog Olli i sin första Världscuptävling i Kuusamo. Knappa året senare tok han sina första världscup-poäng i samma backen, då han blev nummer 25. Olli erövrade ett junior-VM-brons i normalbacke från VM-tävlingarna i Sollefteå 2003. 
24 februari 2007 vann Harri Olli VM-silver i stora backen i Sapporo. Han var bara 0,2 poäng efter schweizaren Simon Ammann. Harri Olli har en silvermedalj från VM i skidflygning i Oberstdorf 2008 och en bronsmedalj från VM i Planica 2010, båda medaljer i laghoppning.
Säsongen 2010/2011 misslyckades Olli att kvalificera sig till Världscuptävlingen i Kuusamo och visade domarna fingret. Han blev då avstängd från deltagande i Världscupen som straff för sitt osportsliga uppträdande. 2011 misslyckades han i Världscupen efter karanäntiden samtidigt som Ollis personliga tränare avslutade samarbetet med Olli. Olli beslöt då att avsluta karriären.

## Privatliv
Harri Olli har studerat matematik vid universitetet i Rovaniemi. Ollis livsstil har givit honom smeknamnet "nya Matti Nykänen". 